# Inka Bause

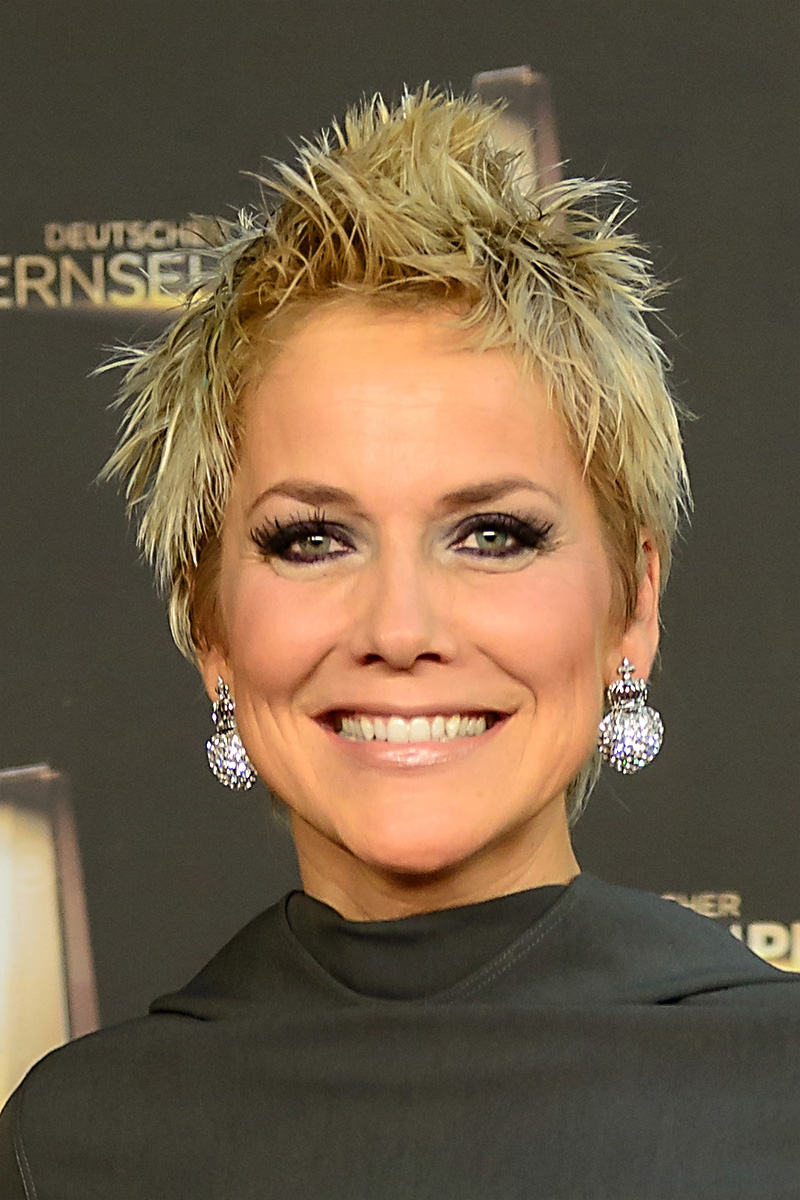
Inka Bause, 2014

Inka Bause, auch !nka oder INKA (* 21. November 1968 in Leipzig), ist eine deutsche Schlagersängerin, Fernsehmoderatorin, Schauspielerin und Produzentin. 

## Leben
Bause wurde 1968 in Leipzig als dritte Tochter von Angret und Arndt Bause geboren. Ihr Vater war in den 1970er und 1980er Jahren in der DDR ein erfolgreicher Schlager- und Pop-Komponist. Mitte der 1970er Jahre zog das Ehepaar Bause mit den Töchtern nach Berlin-Biesdorf. Als Erstklässlerin wurde Inka von Talentsuchern der Musikschule Friedrichshain entdeckt, wo sie Geige spielte. Nach dem Abschluss 1983 wurde sie Mitglied im Stamitz-Orchester und nahm Klavier- und Gesangsunterricht. 1989 schloss sie ihr Gesangsstudium an der Hochschule für Musik „Hanns Eisler“ Berlin ab.
1996 heiratete sie den Sänger und Komponisten Hendrik Bruch; im September kam eine gemeinsame Tochter zur Welt. Das Paar ließ sich 2005 scheiden. Bause lebt in Berlin.

## Karriere

### 1984–2003: Anfänge und Erfolge als Sängerin und Moderatorin
In einer Silvestersendung stellte sich Bause 1984 mit Spielverderber zum ersten Mal dem Fernsehpublikum vor. Sie wurde 1985, 1986 und 1987 von der DDR-Jugendzeitschrift neues leben zur Nachwuchssängerin des Jahres gewählt, belegte bei nationalen Titelwettbewerben vordere Plätze und erhielt als einzige Künstlerin fünfmal in Folge in der Fernsehhitparade Bong den höchsten Preis, den Silbernen Bong. 1987 erschien ihr erstes Album INKA. 1988 begann Bause damit, sich ein zweites Standbein als Moderatorin aufzubauen; so moderierte sie zusammen mit ihrem späteren Ehemann Hendrik Bruch bis 1991 regelmäßig die Kindersendung Talentebude. Neben zahlreichen Auftritten in Rundfunk und Fernsehen tourte sie beispielsweise mit Super Pop ’88 und der Tour Traumpassagiere durchs Land.

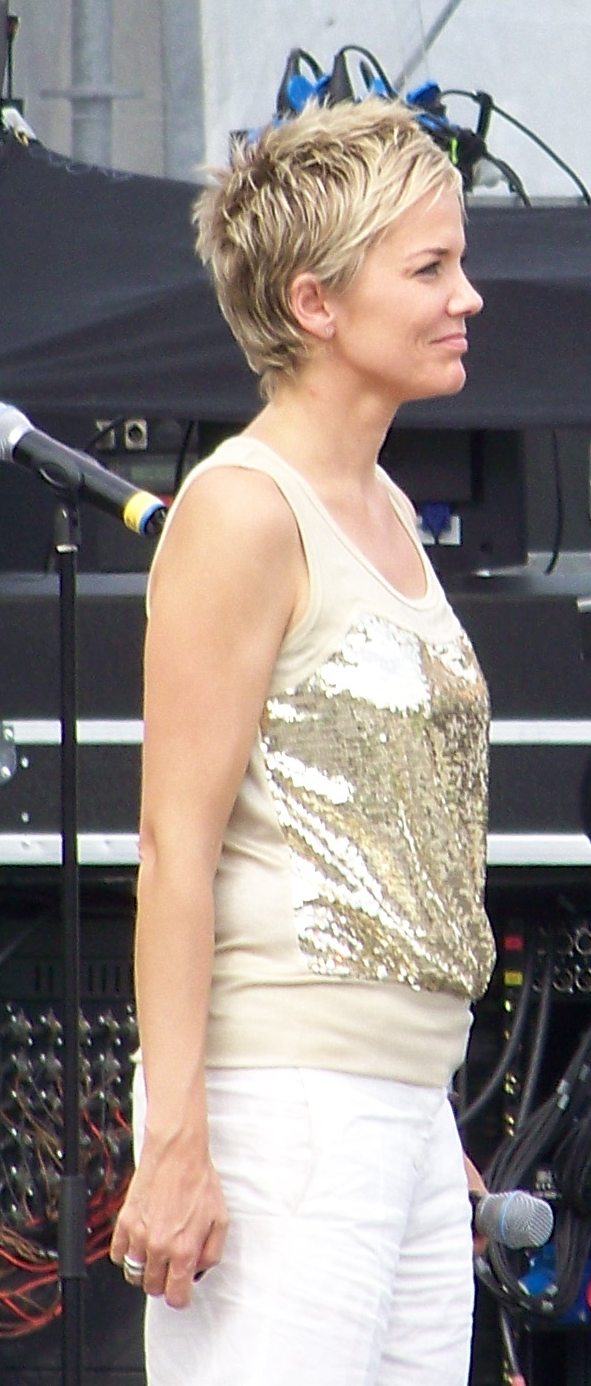
Inka Bause, 2008

1989 erschien ihr zweites Album Schritte, aus dem sie 1990 in der ZDF-Hitparade den Titel Aber Du sang und dort als erste ostdeutsche Interpretin den dritten Platz belegte. Der Titel wurde daraufhin von der Plattenfirma Virgin als Single produziert; dort erschienen auch die Alben Ich geh’ durch die Nacht und Ein Zug von irgendwo. Mit Sendungen wie Weihnachten bei uns sowie einer eigenen Radiosendung bei 105’5 Spreeradio in Berlin setzte Bause ihre Karriere als Moderatorin fort.
1996 war Bause an der Seite von Herbert Köfer und Günter Schubert in der Rolle der Janine Seidelmann in dem Lustspiel Der Millionär erstmals als Schauspielerin tätig. Bei den Deutschen Schlager-Festspielen 1998 erreichte sie mit ihrem Titel Ich will nur Dich den fünften Platz. Im selben Jahr bekam sie die Hauptrolle der MDR-Produktion Panik in der Blumenstadt. Mit Unterstützung ihrer Managerin Ingrid Reith erhielt sie im Jahr 2000 nicht nur die Sendung Starclub beim Hessischen Rundfunk, sondern auch einen Plattenvertrag bei Jack White. 
Als Comeback wurde ihr Titel Florian aus dem Album Sei happy bezeichnet, der 2001 als Single erschien. Damit war Bause in mehr als 20 Fernsehsendungen zu Gast, und der Titel wurde vom Radiosender MDR 1 Radio Sachsen zum Sommerhit 2001 gewählt. Im Februar 2003 starb ihr Vater, woraufhin sie eine Tournee abbrach und zunächst pausierte. Im Juni 2003 gewann sie mit Mein Herz bleibt bei dir, für das sie den Text geschrieben hat, die MDR-Hitsommernacht. Im selben Jahr moderierte sie an zum ersten Mal Musik aus dem Weihnachtsland im ZDF.

### Seit 2004: Weitere Karriere
Anfang 2004 moderierte Bause zusammen mit Thomas Ohrner die Sendung Hüttenzauber im ZDF. Ende 2004 und Anfang 2005 führte sie durch die letzten Ausgaben des ZDF Sonntagskonzerts. Anlässlich ihres 20-jährigen Bühnenjubiläums gab es ihr zu Ehren einen Langen Samstag im MDR Fernsehen, den Jörg Kachelmann moderierte. 2005 arbeitete Bause hauptsächlich als Moderatorin. Neben Sendungen bei MDR und ZDF moderiert sie bei RTL die Doku-Soap Bauer sucht Frau, in der Bauern eine Partnerin suchen. Im Januar 2006 lief die Pilotsendung zur Makler-Doku Unser neues Zuhause, die im Frühjahr 2006 in Serie ging und bis 2009 ausgestrahlt wurde.
Von 2008 bis 2012 war Bause in der ZDF-Reihe Das Traumschiff bzw. in deren Ableger Kreuzfahrt ins Glück als Fitnesstrainerin Inka zu sehen. Im September 2008 moderierte sie die Neuauflage von Die 100.000 Mark Show unter dem Titel Die 100.000 Euro Show bei RTL. Gemeinsam mit Ross Antony moderierte sie zudem 2008 bei RTL die Castingsendung Die singende Firma, in der in deutschen Betrieben nach Showtalenten gesucht wurde. Im Januar 2010 war Bause in der RTL-Reality-Show Die Farm zu sehen, die im Sommer 2009 in Norwegen aufgezeichnet worden war. Außerdem moderierte sie von 2007 bis 2009 das Format Papa gesucht, und von 2011 bis 2012 das Format Jugendliebe beides für RTL. Dort war sie auch mehrfach bei dem TV-Event Guinness World Records 2006 – Die größten Weltrekorde als Außenmoderatorin im Einsatz.
2008 veröffentlichte sie das Album Mir fehlt nichts, bei dem sie als Executive Producer und Texterin für die Inhalte verantwortlich war. Sie arbeite dafür mit ihrem Exmann Hendrick Bruch, Stefan Waggershausen und Tobias Künzel von den Prinzen zusammen.
Ab April 2013 war sie Co-Moderatorin bei Die Frühlingsshow im ZDF. Ab September 2013 moderierte sie dort auch ein Talkformat namens inka!, das laut Pressemeldungen nicht die Quotenerwartungen des Senders erfüllte und im November 2013 abgesetzt wurde. Im Herbst 2015 bildete sie zusammen mit Dieter Bohlen und Bruce Darnell die Jury der 9. Staffel der RTL-Castingshow Das Supertalent.
2018 veröffentlichte sie nach zehn Jahren musikalischer Pause bei Universal Music Group ihr achtes Album Mit offenen Armen. Im Oktober 2020 erschien ihr Album Lebenslieder, mit dem sie auf Deutschlandtour ging. Auf dem Album hat die Sängerin einen Streifzug durch ihre Kindheit und Jugend gemacht. Eigens dafür gründete sie ihr eigenes Plattenlabel und agierte als Co-Produzentin. Sie arbeitete erneut mit dem Produzententeam von Musicago zusammen. Eine Singleauskopplung ist Hab den Mond mit der Hand berührt. Sie produzierte auf Mallorca ein Video zu So ging noch nie die Sonne auf und im Berliner Zirkus Mondeo zu Mein Herz.
Seit November 2020 moderiert Bause bei Schlager Radio die Sendung Inkas Abend. Seit 2021 ist sie Testimonial einer Online-Datingplattform, für die sie u. a. in Werbespots zu sehen ist. Bause nahm 2023 an der achten Staffel von The Masked Singer teil und belegte als "Toastbrot" den fünften Platz.

## Soziales Engagement
- Seit November 2005 ist Bause Botschafterin für das Kinderhospiz Mitteldeutschland. Sie spendete auch die 25.000 Euro, die sie am 7. September 2006 beim Starquiz mit Jörg Pilawa erspielt hatte, an diese Einrichtung.[15]
- Sie unterstützt als Patin seit 2012 das Projekt SchokoFair der Montessori-Hauptschule Düsseldorf, das sich seit Mitte 2010 gegen die Ausbeutung von Kindern in der Schokoladen-Produktion engagiert.[16]
- Bause ist Schirmherrin von Irrsinnig Menschlich, einem Verein zur Stärkung der psychischen Gesundheit von Jugendlichen und jungen Erwachsenen.[17]
- Ferner ist sie Patin des Palliativzentrums der Vestischen Kinder- und Jugendklinik Datteln.[15]
- In Nepal hat Bause mit der organisatorischen Unterstützung der Kinderhilfe Nepal e. V. zwei Kindergärten aufgebaut.[18]
- Seit 2017 ist sie Botschafterin des Kinderhospiz Berliner Herz.[19]
- Bause unterstützt Projekte an der Musikschule Pankow Weissensee (Violinen-Klasse) sowie Tanzprojekte im Kinderhaus Berlin Brandenburg und das Human Dreams e. V. Kinderdorf in Windhoek für Kinder mit Beeinträchtigungen.[20]

## Moderation

### Solo
- 1988: Talentebude (DDR-Fernsehen)
- seit 2005: Bauer sucht Frau (RTL)
- 2006–2009: Unser neues Zuhause (RTL)
- 2008: Die 100.000 Euro Show (RTL)
- 2008: Die singende Firma (RTL)
- 2010: Die Farm (RTL)
- 2011–2012: Jugendliebe (RTL)
- 2012: Drei Wünsche für…[21]
- 2012: Die Goldene Henne 2012 (MDR und RBB)
- 2012: Weihnachten auf dem Lande 2012
- 2013: Inka! (ZDF)
- 2016–2018: Familien-Duell (RTLplus)
- 2024: Sing meinen Schlager[22] (VOX)

### Jury
- 2015: Das Supertalent, (RTL)

## Diskografie

### Alben
- 1987: Inka (Amiga)
- 1989: Schritte (Amiga)
- 1991: Ich geh’ durch die Nacht (Virgin)
- 1992: Ein Zug von Irgendwo (Virgin)
- 2002: Sei Happy (BMG/White-Records)
- 2006: Inkas grasgrüner Tag (DA Music)
- 2008: Mir fehlt nichts (DA Music)
- 2018: Mit offenen Armen (Electrola)
- 2020: Lebenslieder (Songshine Music)

### Kompilationen
- 2007: Meine Songs 1985–2007 (Sony BMG/Hansa-Amiga)
- 2010: Meine Besten (DA Music)
- 2013: Collector’s Box (DA Music)
- 2018: Lächeln (Best of) (Sonia (Da Music))
- 2025: Inka (Songshine Music)

### Singles
- 1984: Spielverderber (Amiga)
- 1986: Ist das Liebe (Amiga)
- 1987: Es ist Sommer (Amiga)
- 1988: Tränen (Amiga)
- 1990: Schritte (Virgin)
- 1991: Aber Du (Virgin)
- 1991: Tränen siehst Du nicht (Virgin)
- 1992: Wenn Du gehst (Virgin)
- 1992: September (Virgin)
- 1992: Sag mir wo die Träume sind (Virgin)
- 1997: Blonde Hexen (G.I.B. München)
- 1997: Sternenpaar (G.I.B. München) (Promosingle)
- 1998: Ich will nur Dich (DA Music)
- 2001: Florian (BMG/White-Records)
- 2001: Weil Du Geburtstag hast (BMG/White-Records)
- 2002: Sei happy (BMG/White-Records)
- 2002: Partytime (BMG/White-Records) (Promosingle)
- 2003: Mein Herz bleibt bei Dir (BMG/White-Records) (Promosingle)
- 2003: Sternstundenzeit (BMG/White-Records) (Promosingle)
- 2006: Millionenmal (DA Music)
- 2006: Ferner Mond (DA Music)
- 2007: Grasgrüner Tag (DA Music) (Promosingle)
- 2007: Sommerzeit (DA Music)
- 2007: Pommes im Park (DA Music) (Promosingle)
- 2008: Gold in deinen Augen (DA Music) (Promosingle)
- 2008: Die Krönung (DA Music) (Promosingle)
- 2018: Die Liebe findet mich schon (Electrola)
- 2018: Mit offenen Armen (Electrola)
- 2019: Zeit die nie vergeht (Electrola)
- 2020: Weißes Boot (Songshine Music)
- 2020: Hab' den Mond mit der Hand berührt (Songshine Music)
- 2021: So ging noch nie die Sonne auf (Songshine Music)
- 2024: Herz im Stroh (Songshine Music)
- 2025: Gute Laune (Songshine Music)

## Filmografie
- 1996: Der Millionär
- 1998: Panik in der Blumenstadt
- 2008–2010: Kreuzfahrt ins Glück (4 Folgen)
- 2009–2012: Das Traumschiff (8 Folgen)

## Hörbücher
- 2007: Alarm im Kasperletheater, Höreule/Eulenspiegel-Verlag
- 2009: Die kleine Schnecke Monika Häuschen (Folge 4: Warum sind am Himmel Wolken?), Karussell/Universal Music Group

## Auszeichnungen
- 2008: Goldene Henne in der Kategorie als „beste Moderatorin“
- 2009: Mein Star des Jahres der Bauer Media Group in der Kategorie als „beste Moderatorin“
- 2024: Goldene Henne in der Kategorie „Entertainment“[24]